# Academia Internacional de Ciências Moleculares Quânticas
A Academia Internacional de Ciências Moleculares Quânticas é uma sociedade científica internacional que estuda todas aplicações da mecânica quântica na química teórica e na química física. Ela foi criada em Menton, França, em 1967. Os membros fundadores foram Raymond Daudel, Per-Olov Löwdin, Robert G. Parr, John Pople e Bernard Pullman.
Originalmente a academia possuía 25 membros regulares com menos de 65 anos de idade, mas posteriormente o número de membros foi elevado para 35. Não há limites para o número de membros com mais de 65 anos de idade. Os membros são escolhidos dentre os cientistas que tenham se sobressaído pelo valor das suas contribuições científicas de qualquer país. Estas contribuições vão desde de trabalhos pioneiros à o papel de líderes num campo da química quântica, isto é a aplicação da mecânica quântica para o estudo de moléculas e macromoléculas. Atualmente a academia consiste de 90 membros (desde de 2006). A cada 3 anos a academia organiza o Congresso Internacional de Química Quântica.
A academia agracia com uma medalha todos os anos (desde de 1967) a um jovem cientista que tenha se sobressaído por uma importante contribuição ou um trabalho pioneiro.